# نوروپراکسی
نوروپراکسی (به انگلیسی: Neuropraxia) یک قطع موقت جریان عصبی در آکسون‌های عصب محیطی است که در آن، بافت‌های همبند عصب مربوطه سالم می‌مانند.در نوروپراکسی، پیوستگی آکسونی وجود داشته و آکسون‌های درگیر دچار یک قطع فیزیولوزیک می‌گردند.سدن(Seddon)، آسیب اعصاب محیطی را ازنظر شدت به سه درجه تقسیم کرد که نوروپراکسی خفیف‌ترین حالت محسوب می‌شود.آکسونوتمزیس، دومین درجه ضایعه یک عصب محیطی است.شدیدترین حالت آسیب، نوروتمزیس(قطع عصب) نام دارد.
در نوروپراکسی، برگشت و بهبودی عصبی به طور خود به خود وجود داشته و معمولاً به عمل جراحی نیاز ندارد.مدت زمان لازم جهت برگشت عملکرد عصب، در عرض چند روز تا چندین هفته خواهد بود (بر اساس شدت ضایعه).

## ویژگی‌های دیگر در نوروپراکسی
- فساد والرین وجود ندارد.
- اپی نوریوم، پری نوریوم و اندونوریوم که همگی بافت‌های همبند یک عصب محیطی هستند، سالم می‌مانند.
- وجود نقایص حسی و حرکتی به هنگام ارزیابی درقسمت پایین تا ناحیه آسیب.
- در نوروپراکسی، هدایت عصبی در قسمت انتهایی(دیستال) و فوقانی(پروگزیمال) وجود دارد، ولی ناحیه آسیب فاقد هدایت عصبی است[۱].

## یافته‌های الکترومیوگرافی(EMG)
ثبت و ارزیابی فعالیت الکتریکی عضلات، توسط الکترومیوگرافی قابل پیگیری است.در موارد نوروپراکسی، مطالعه الکترومیوگرافی، عدم پتانسیل‌های فیبریلاسیون و امواج تیز مثبت را نشان می‌دهد.

## درمان
مواردی که در درمان آسیب عصب محیطی از نوع نوروپراکسی باید توجه کرد عبارتنداز:
- انجام فیزیوتراپی که اهداف آن شامل:

1-استفاده از جریان الکتریکی فارادیک جهت کاهش آتروفی عضلانی
2-حفظ دامنه حرکتی مفاصل
3-تقویت عضلات درگیر(درصورت وجود حرکت ارادی)
- استفاده از وسایل کمکی (مانند اسپلینت)
- گاهی جراحی در موارد خاص و عدم برگشت خود به خودی لازم است(نورولیز)